# Арнис (борилачка вештина)
Арнис, такође модерн арнис, заједнички је назив за различите борилачке вештине на Филипинима којих има преко стотину. Заједничка им је особина да користе један или два штапа. Арнис је вештина борења штапом — ратаном (или штаповима), оштрим оружјем (мач, нож), и без оружја на свим дистанцама.
Борба оружјем укључује 3 методе: 1. еспада и дага (espada y daga), мач и нож - дуга и кратка оштрица, 2. соло бастон (solo baston), један штап - и синавали, 2 штапа једнаке дужине. Штап има дужину од 70 cm, дужи или дупли штап дужину од 140 cm. 
Технике без оружја се састоје од удараца рукама и ногама, полуга и бацања. Постоји широки спектрум могућности употребе техника џијуџицуа, винг чуна, класичног бокса и других борилачких вештина. Прво се учи борба штапом, затим ножем и голим рукама. Технике голим рукама су изведене из техника борења ножем и штапом. Ово је једна од карактеристика која арнис разликује од других борилачких вештина, где се по правилу прво изучавају технике голим рукама и касније технике оружјем. 
Арнис је прилично модерни и практичан борилачки спорт. 

## Историја
Традиционални назив за филипинске борилачке вештине зове се кали. После Другог светског рата је Реми Амадор Пресас почео да повезује технике разних филипинских борилачких вештина, са циљем једне ефеткивне самоодбране уз избегавања повреда. Настао је модерн арнис. Реми А. Пресас је 1975. емигрирао у САД где је наставио да предаваје арнис. Арнис се почео брзо ширити по САД, пре свега захвалом многобројне филипинске дијаспоре. Његов брат Ернесто Пресас је даље предавао арнис на Филипина, те су са временом настале више удружења и стилова ове борилачке вештине. 1999. је Ернесто Пресас свој стил преименовао у комбатан арнис. 
Кали, арнис и делимично ескрима имају своје порекло у старој филипинској борилачкој вештини пангамут.